# León (Nicaragua)
Santiago de los Caballeros de León o simplemente León, es un municipio y una ciudad de la República de Nicaragua, cabecera del departamento de León, y se localiza aproximadamente a 90 kilómetros al noroeste de Managua. Se asienta en las orillas del Pacífico, teniendo a 18 kilómetros las dos playas más cercanas: Poneloya y Las Peñitas. Fue fundada en 1524, por Francisco Hernández de Córdoba. 
León es considerada la sede intelectual de la nación, con una universidad fundada en 1812, hecho por el cual se le conoce como «Ciudad Universitaria» o «Ciudad Metropolitana». También es un importante centro agrícola y de comercio de Nicaragua. Hasta el nombramiento de Managua como capital de Nicaragua, León rivalizó con Granada para dicha representatividad.

## Geografía
La ciudad de León está ubicada al occidente del país tiene una extensión de 820.2 km², está ubicada entre las coordenadas 12° 26′ 8″ de latitud norte y 86° 52′ 46″ de longitud oeste, a una altitud de 86 m s. n. m., sus límites son al norte con los municipios de Quezalguaque y Telica, al sur con el océano Pacífico, al este con los municipios de Larreynaga y La Paz Centro y al oeste con los municipios de Chichigalpa y Corinto.

## Historia
La ciudad de León fue la primera ciudad fundada en lo que hoy es Nicaragua el año 1524 por Francisco Hernández de Córdoba, en un sitio que los nahuas llamaban Xolotlán y los mangues llamaban Nagarando.
Esta se encontraba situada en medio de la Provincia de Imabite, en un terreno llano al lado del lago Xolotlán y frente al volcán Momotombo. Esta ubicación dista unos 30 km de la actual ciudad de León y es conocida como León Viejo, cuyas ruinas se han convertido en atractivo turístico.
Se optó por el traslado de la ciudad a un nuevo emplazamiento junto al antiguo poblado indígena de Sutiaba a raíz de un terremoto y de la erupción del volcán en 1610. León tiene ejemplos de la arquitectura de la colonización española, incluida la Basílica de la Asunción, construida entre 1706 y 1740, con la construcción de dos torres más en 1746 y 1779.
Fue cabecera de la Intendencia de León, establecida en 1786, y de la provincia de Nicaragua y Costa Rica, que existió de 1812 a 1814 y de 1820 a 1821.[cita requerida] En la ciudad de León, después de recibir el Acta de Independencia, se firmaron el Acta de los Nublados, y la de independencia absoluta de Nicaragua y Costa Rica de la Monarquía Española, el 11 de octubre de 1821.
Posteriormente fue capital del Estado de Nicaragua, y al retirarse Nicaragua de la Federación Centroamericana en 1838, se mantuvo como capital de Nicaragua, aunque durante algunos años, la capital cambió frecuentemente entre León y Granada (su rival histórico desde un punto de vista sociopolítico) según el partido en el poder.
Las administraciones liberales prefirieron León mientras que las administraciones conservadoras prefirieron Granada, hasta que, como compromiso, se acordó que Managua sería la capital permanente en 1852. Esta situación se resolvió cuando se escogió una tercera ciudad, Managua, como capital del país en 1858.
El presidente nicaragüense Anastasio Somoza García fue baleado y herido de muerte en León el 21 de septiembre de 1956.
Las ruinas de esa ciudad se conocen como León Viejo y fueron excavadas en 1960. En el año 2000, León Viejo fue declarado Patrimonio de la Humanidad por la UNESCO.

## Demografía
León tiene una población actual de 214,920 habitantes. De la población total, el 47.7% son hombres y el 52.3% son mujeres. Casi el 82.5% de la población vive en la zona urbana.

## Economía
La actividad es también un importante centro industrial, agrícola y comercial, exportando caña de azúcar, ganado, maní, plátano y sorgo.

## Patrimonio
La ciudad alberga unos de los patrimonios históricos más grande y diversos de Nicaragua, el patrimonio monumental de León es rico. Tanto en monumentos como en lugares naturales atendiendo a los monumentos destacan los siguientes:

### Edificios Históricos
- Cárcel la 21 era una cárcel ubicada en el barrio donostiarra de León. Era un centro de detención que albergaba a presos políticos y era un símbolo de tortura. La construcción se inició en 1910 y fue ocupada por primera vez en 1921. La Heroína Nacional Blanca Aráuz fue encarcelada en las instalaciones durante la insurgencia guerrillera posterior a la Guerra Constitucionalista. Durante el régimen de Somoza, albergó a presos políticos y a los "desaparecidos" por la Guardia Nacional. La fachada del edificio fue destruida durante los enfrentamientos entre la Guardia Nacional y los sandinistas en 1979. Desde 2000 la cárcel ha servido como museo de arte, lo que también atrae a visitantes interesados en lo macabro.

- Insigne y Real Basílica Catedral de la Asunción de la Bienaventurada Virgen María

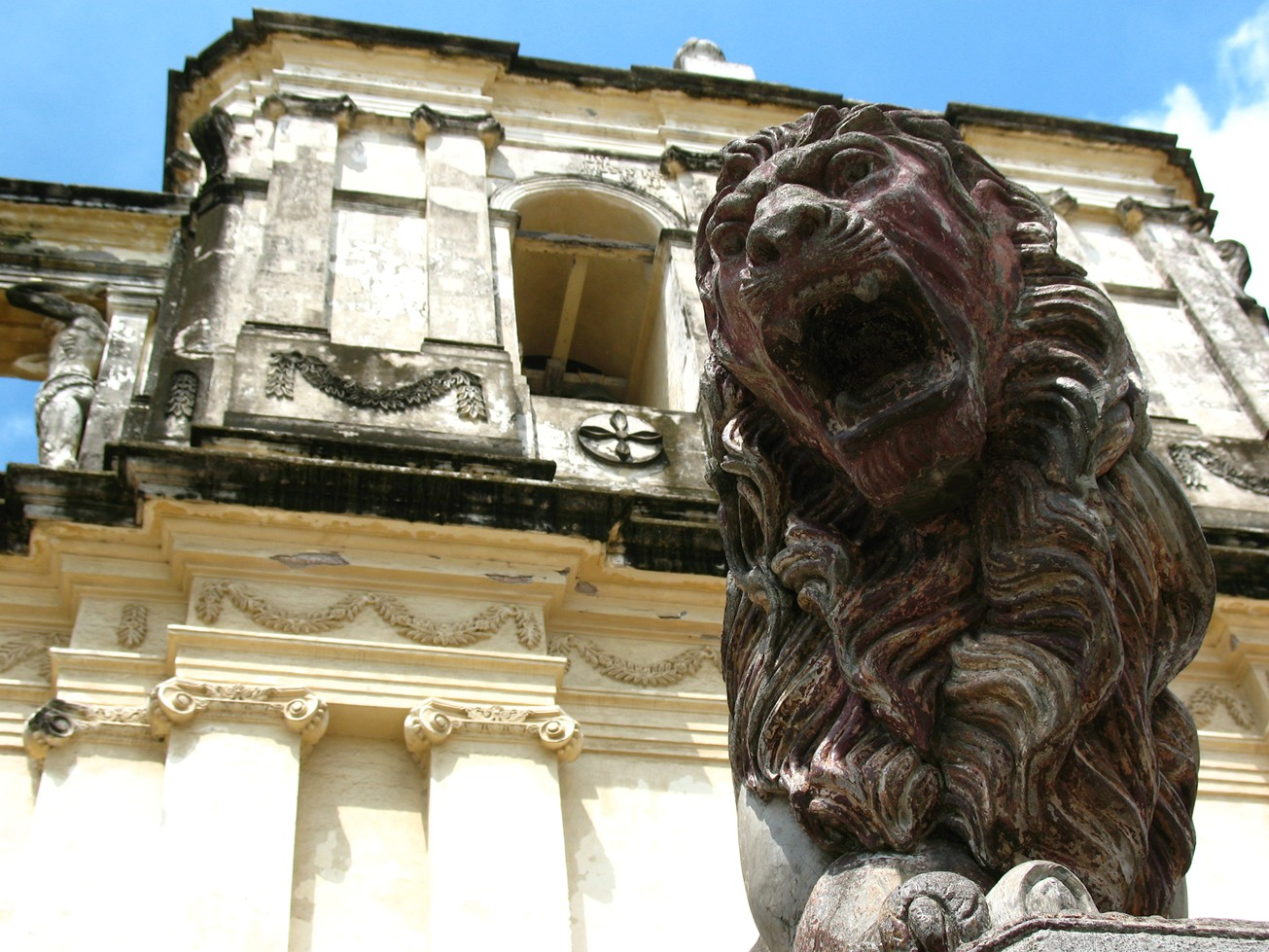
Basílica Catedral de la Asunción, León, 2007.

Patrimonio de la Humanidad, la Catedral de León es de construcción barroca colonial. Fue construida entre 1747 y 1814. Sus torres son de estilo neoclásico. Debido a robustez de sus muros ha soportado temblores, erupciones volcánicas del volcán Cerro Negro y guerras. En 1824 fueron colocados varios cañones en su azotea durante el sitio de la ciudad por fuerzas conservadoras y en la insurrección de junio y julio de 1979, contra el dictador Anastasio Somoza Debayle, los guerrilleros del Frente Sandinista de Liberación Nacional (FSLN) también la utilizaron con fines bélicos.
Esta catedral es la más grande de Centroamérica. Fue la primera sede episcopal de Nicaragua, desde 1531, por lo que es una de las diócesis más antiguas de América. El templo expresa la transición de la arquitectura barroca a la neoclásica, y su estilo puede considerarse ecléctico. Se caracteriza por la sobriedad de su decoración interior y por la abundancia de luz natural. En ella se halla la tumba del poeta Rubén Darío, al pie de la estatua de San Pablo, padre del modernismo y considerado Príncipe de las letras castellanas. En sus criptas, diseñadas para soportar los sismos, están enterrados algunos personajes ilustres de la nación como los poetas Salomón de la Selva y Alfonso Cortés; el prócer Miguel Larreynaga y el músico José de la Cruz Mena.
A principios del siglo XX el primer obispo de León y último de Nicaragua, Monseñor Simeón Pereira y Castellón (el mismo que presidió los funerales de Darío el 13 de febrero de 1916) le encargó al escultor granadino Jorge Navas Cordonero hacer la estatua de la Virgen María encima del frontis de la fachada, los atlantes que están entre el frontis y los campanarios. Navas también esculpió las estatuas de los Doce Apóstoles, junto a las columnas de la nave central, al igual que el león de la tumba de dicho poeta, muy parecido al León de Lucerna, Suiza (hecho por el escultor danés Bertel Thorvaldsen), y varias decoraciones dentro del templo y su Capilla del Sagrario. 
- Recorridos por Catedral

Desde hace 15 años, la Catedral ofrece un recorrido para los visitantes que incluye sus naves, los sótanos, el claustro (un baño barroco), el Patio del Príncipe, la pinacoteca, el baptisterio y la capilla del Sagrario, hasta concluir en las torres, el campanario y las cinco terrazas, desde donde por un espacio de 20 minutos, se observan las cúpulas, los cupulinos y los remates del edificio religioso. Además se observan otros templos, tejados y casas coloniales del centro histórico de León, así como la cordillera volcánica de Marrabios hacia el setentrion.
- Iglesia de San Juan Bautista de Sutiava

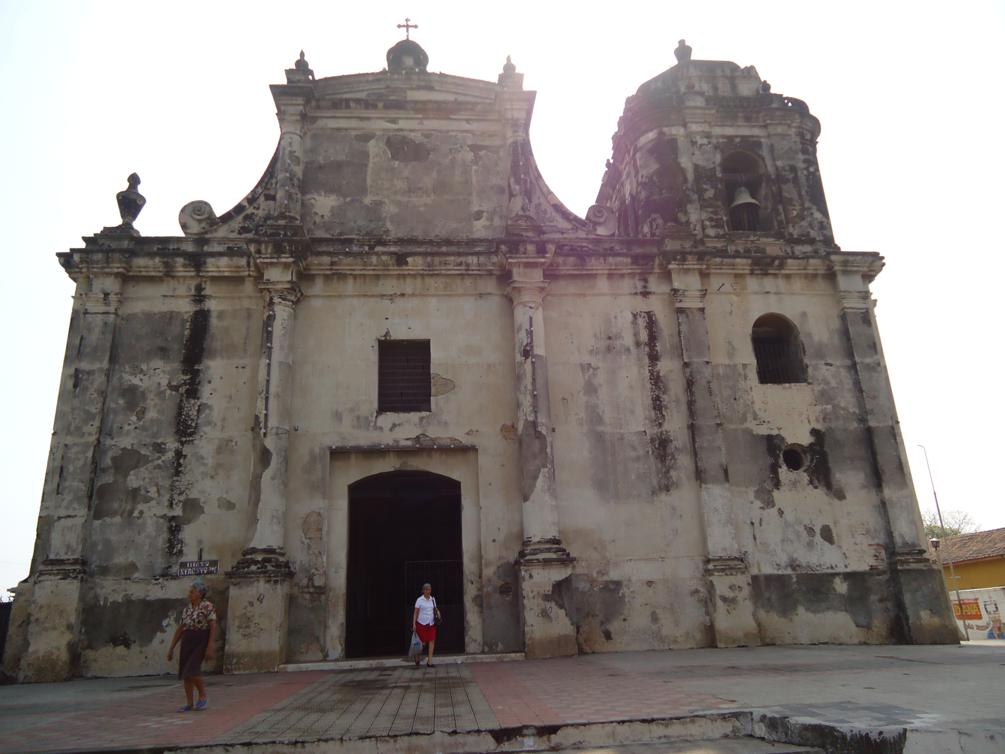
Iglesia San Juan Bautista Sutiava

Se considera como la mayor iglesia después de la catedral. Se empezó a construir en 1698, en tiempos del corregidor Diego Rodríguez Menéndez y se terminó 24 de agosto de 1710. En la guerra con El Salvador, en 1844, desapareció la cúpula que coronaba la torre que se reconstruiría a principios del siglo XX. Esta iglesia se construyó específicamente para la evangelización de los indígenas, que se asentaban a la par de la iglesia. Actualmente en este templo se han encontrado restos indígenas de hace más de 400 años.   
- Iglesia de San Francisco

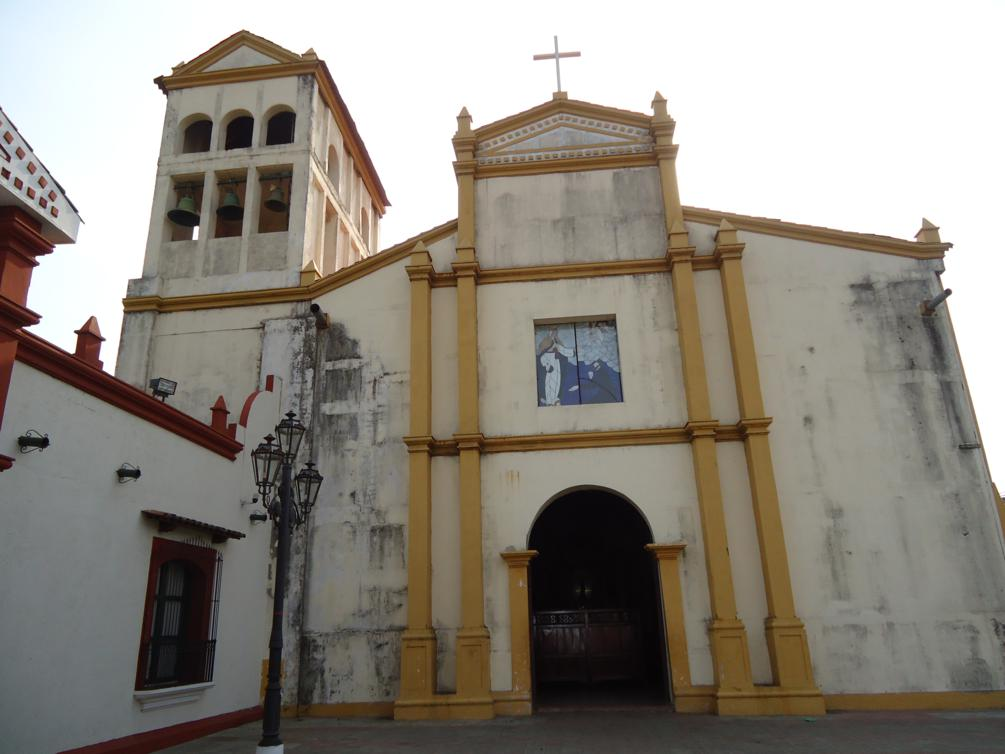
Iglesia de San Francisco

Forma parte del convento de San Francisco, uno de los más antiguos de Nicaragua, que fundara Fray Pedro de Zúñiga en 1639. La fachada se renovó a finales del XIX y en el interior se conservan dos buenos ejemplares de altares platerescos. Desde allí, los lunes Santos, parte la Procesión de San Benito de Palermo donde muchos promesantes visten de luz, otros reparten refresco de chicha (a base de maíz) o cacao y algunos llegan a barrer el templo en promesas por favores recibidos,
- Iglesia de La Recolección

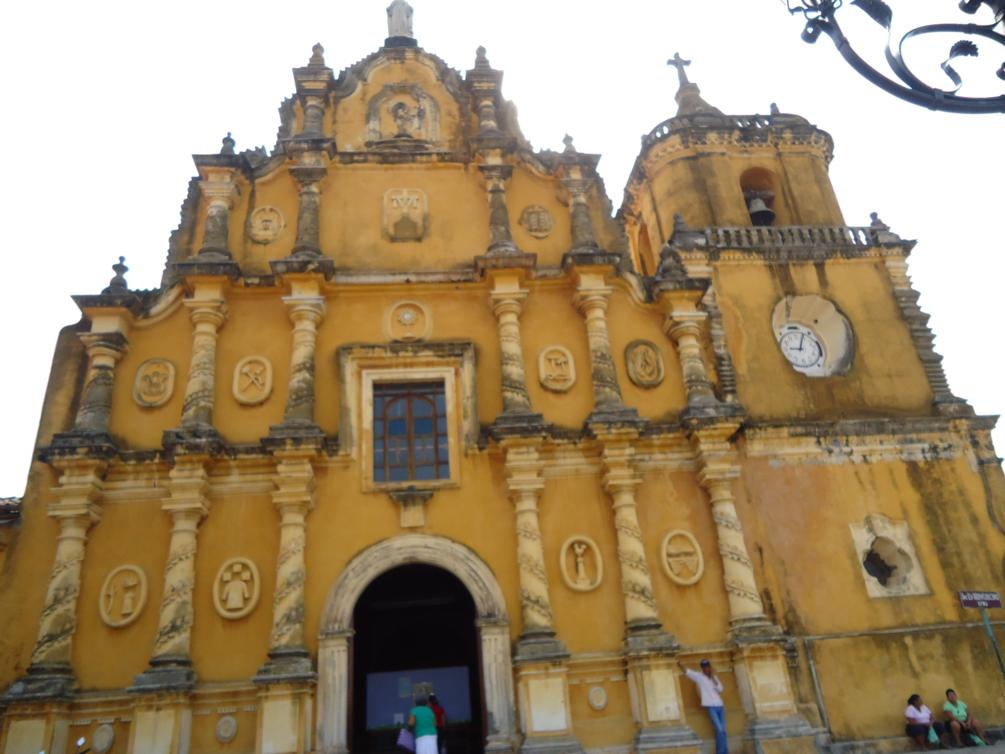
Iglesia de La Recolección

La comenzó a construir el 5 de diciembre de 1786 el Obispo Juan Félix de Villegas. Se debe a los padres recolectores de la congregación de San Francisco de Neri. Es barroca con una buena fachada (de barroco mexicano), considerada la de mayor relevancia de la ciudad. Su altar, también barroco, es uno de los mejores retablos. Destacan las pinturas y los labrados de madera con la que se adorna.
- Santuario Diocesano de Nuestra Señora de la Merced

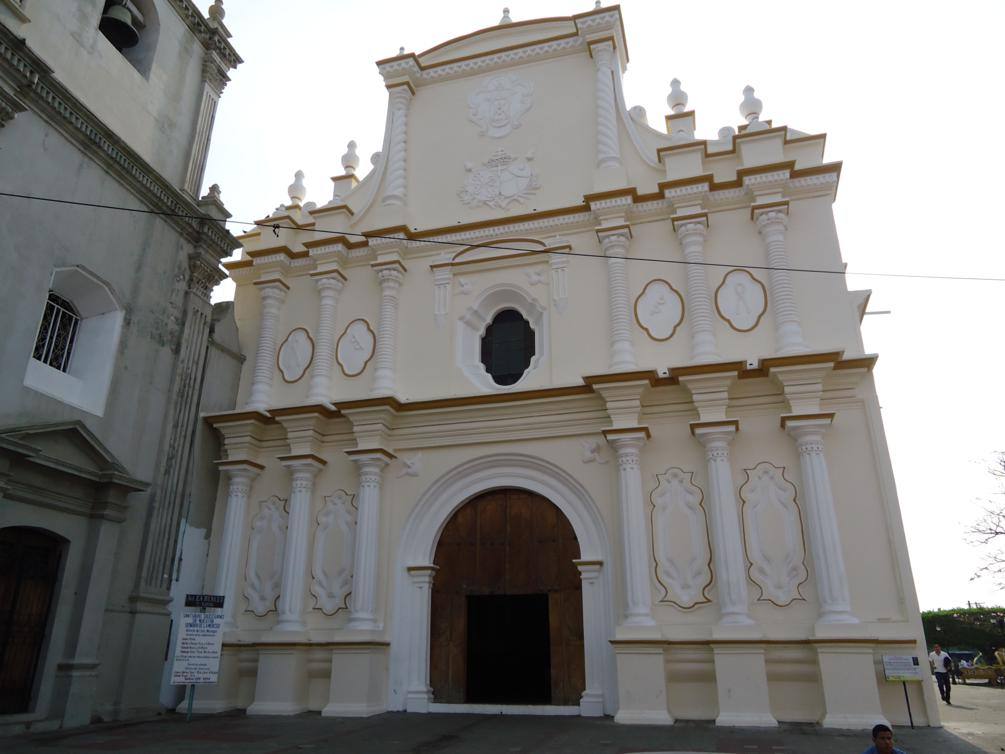
Iglesia La Merced

Es el templo en el que se venera a Nuestra Señora de la Merced, patrona de la ciudad. La Iglesia y convento fueron unos de los primeros edificios en ser trazado y construido en el nuevo sitio de la ciudad de León. El actual templo que alberga al Santuario de Nuestra Señora de la Merced, es el tercero construido en el mismo sitio que se fijó luego del traslado de la ciudad de León en 1610. Para construirlo fue preciso demoler la antigua iglesia que seguramente ocurrió en la segunda mitad del siglo XVIII. Sobre el actual templo, Diego Angulo Íñiguez, en su obra “Historia del arte Hispanoamericano” escrita entre 1945 y 1950, nos dice que: “Después de la Catedral, el templo barroco más importante conservado, es seguramente el de la Merced, también en León. Consta que la construcción estuvo bajo la dirección del maestro Pascual Somarriba, quien según Julio Valle Castillo, en su obra “La Catedral de León de Nicaragua”, pudo también haber dirigido los trabajos de construcción de la actual Catedral de León, los que iniciaron en 1747. Los planes del templo los elaboró el fraile mercedario Pedro de Ávila que llegó a Nicaragua en el año de 1766, “como diestro arquitecto para la actual catedral de León”. Hay que decir también que el actual templo de la Merced, es el único en Nicaragua que presenta su torre campanario fuera de la línea de fachada, lo que hace suponer que fue construida posteriormente. La actividad sísmica y volcánica de la zona a mediados del siglo XIX, provocó severos daños a la torre, razón por la cual tuvo que reconstruirse a finales de ese siglo. La obra la llevó a cabo el Presbítero Pompilio Peña, sacerdote español, durante el tiempo que estuvo al frente de la Merced. La torre actualmente tiene dos cuerpos y coronamientos con líneas sobrias. Por Acuerdo ministerial, aprobado el 7 de julio de 1983 y publicado en el Diario Barricada edición N.º 1415 del 17 de julio de 1983, se declaró al Santuario de la Merced, junto a otros edificios de la ciudad de León, como Patrimonio Artístico Nacional. Y el 9 de febrero de 2012 se le declaró Patrimonio Histórico y Cultural de la Nación por medio de la ley N.º 782.
- Iglesia del Calvario.

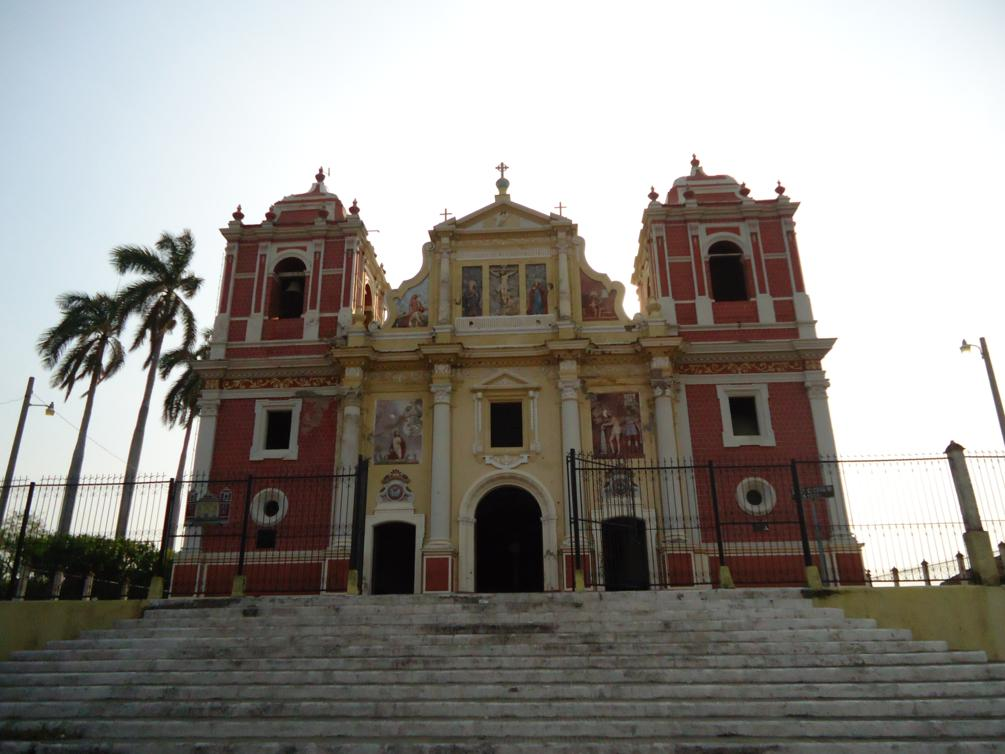
Iglesia El Calvario (Dulce Nombre de Jesús)

Interesante urbanísticamente por su distribución espacial, esta iglesia data de la primera mitad del siglo XVIII aunque sufrió modificaciones en su torre norte en el siglo XX. Fue construida por la ilustre Familia Mayorga.
- Ruinas de la Iglesia San Sebastián.

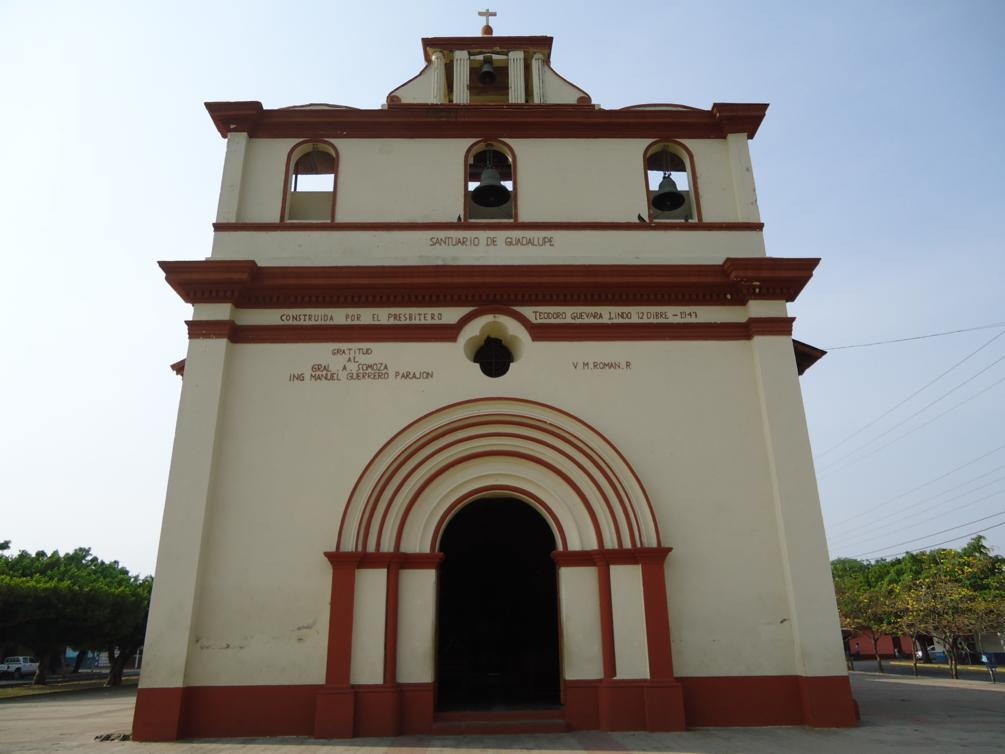
Iglesia Guadalupe

Construida a finales del siglo XVII como capilla de la Catedral, fue una de las primeras construcciones religiosas de la ciudad. La reconstruyó, a fines del XVIII, el coronel Joaquín Arrechavala. Fue bombardeada durante la toma de León por los aviones de la Fuerza Aérea Nicaragüense en 1979 y como era de adobe se destruyó fácilmente a diferencia de las otras iglesias, que por estar construidas de ladrillos y piedra cantera, soportaron los combates.
- Iglesia de Nuestra Señora de Guadalupe.

Construida a finales del siglo XIX bajo el auspicio del padre Villamil en sustitución a una ermita del siglo XVIII, es de una construcción simple, como corresponde a la sobriedad de los franciscanos.
- Iglesia de Zaragoza.

Con atrio y corredor lateral, su construcción se inició a finales del siglo XIX y la finalizó a mediados del siglo XX Monseñor Salmerón. El frontis lo diseñó el Dr. Francisco Mateo.
- Iglesia de San Felipe.

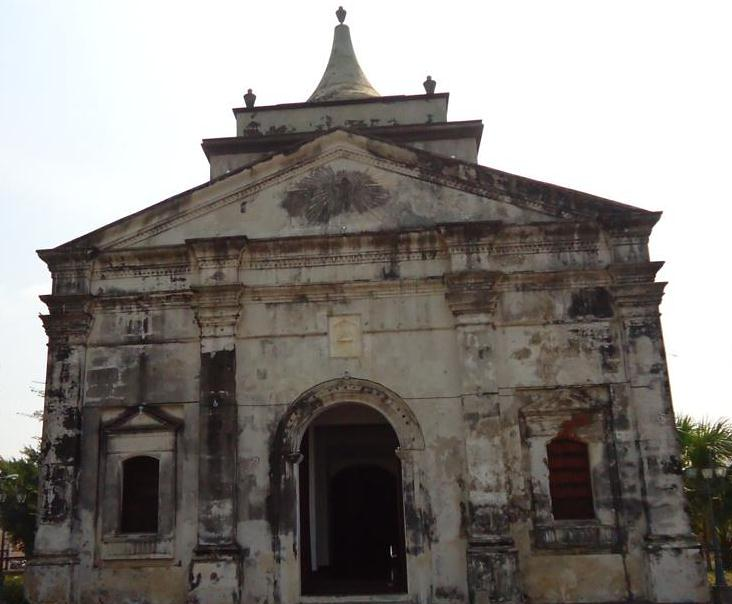
Iglesia de San Felipe

Gran construcción que ocupa toda una manzana, se construyó a mediados del siglo XVII para dar servicio a los negros y mulatos. Fue reconstruida en 1859 por Mons. Gordiano Carranza, dándole el aspecto actual. Su torre colapsó por un terremoto en 1926 y se restauró en 1983.
- Iglesia Ermita de San Pedro.

Pequeña construcción de arquitectura típica popular del siglo XVIII. La construyó entre 1706 y 1718 el corregidor Bartolomé González Fitoria, en sustitución de la primitiva ermita de San Pedro que formó parte del conjunto de las cuatro ermitas primitivas de Subtiava.
- Iglesia San Nicolás de Tolentino del Laborío.

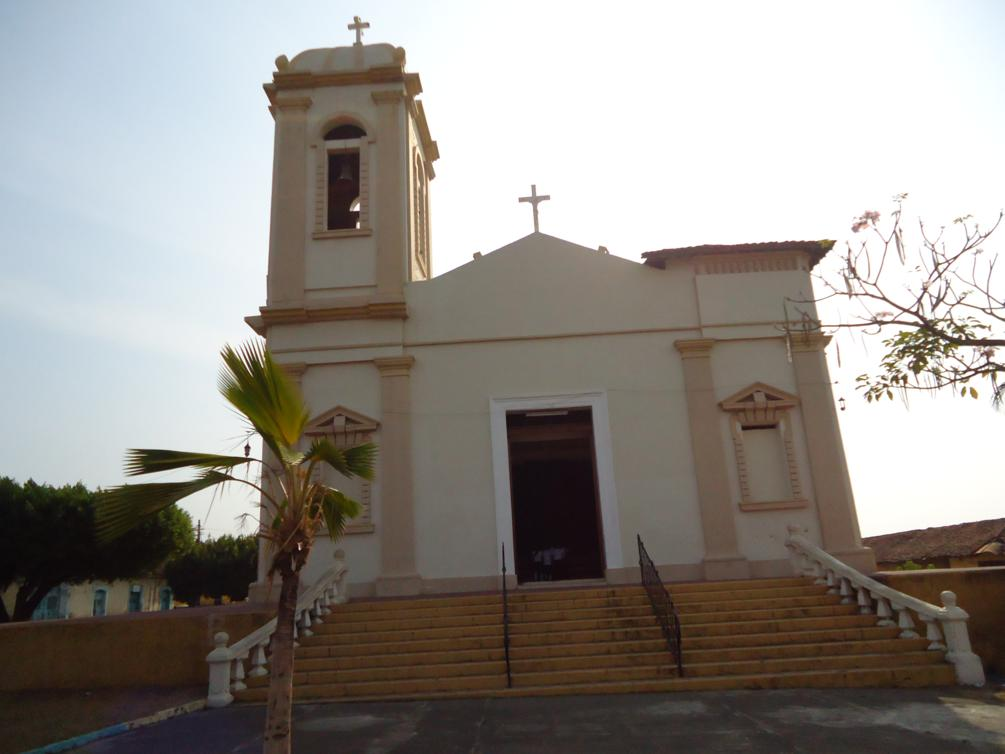
Iglesia El Laborío

La mandó a construir Felipe III en 1618. Es de estilo barroco colonial y de líneas muy ligeras.
- Capilla de la Asunción.

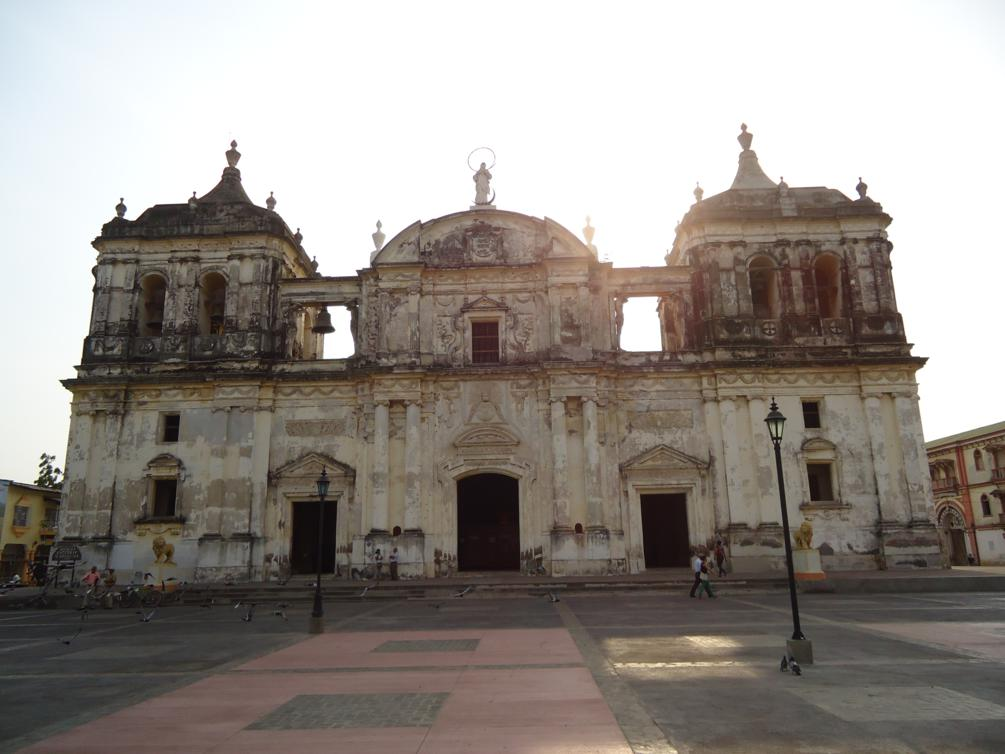
Catedral de la Asunción

Forma parte del colegio del mismo nombre y la construyó en 1679 el obispo Andrés de las Navas y Quevedo, utilizándose como palacio episcopal. Posteriormente lo ocuparon las Madres de la Asunción y en 1935 se realizaron reformas profundas que dieron lugara al aspecto actual.
- Casa del Padre Mariano Dubón.

Su trabajo ayudando a los pobres y huérfanos le hizo una figura emblemática del siglo XX. Es por ello que su casa ubicada en el centro histórico de la ciudad forma parte de la lista de unos atractivos para naturales y extranjeros. Su construcción data del siglo XIX. En las afueras de la casa se observa una conmemoración de parte del presidente Anastasio Somoza Debayle.
- Centro de Arte Ortiz Gurdián.

Lugar donde se tiene un encuentro memorable con el arte occidental, desde el Renacimiento, el Barroco, el Romanticismo hasta la modernidad latinoamericana, la antigüedad indígena y el arte contemporáneo.
Las cuatro casas de amplios corredores, salones y jardines, construidas entre los siglos XVIII y XIX, son muestra de la más auténtica arquitectura leonesa de esas épocas. Pertenecieron a ilustres familias de la ciudad y se adquirieron y restauraron a partir del año 1999.
El Centro de Arte nace el 5 de diciembre de 2000 con la inauguración de la casa de Norberto Ramírez. En noviembre de 2002 se abre la casa de Derbyshire; en 2006, la casa de Delgadillo y en 2013, la casa de Deshon. Las casas de Norberto Ramírez, de Delgadillo y de Deshon se comunican entre sí y están ubicadas en la intersección de la calle Real (Avenida Rubén Darío) y la Tercera Avenida Noroeste, frente a la Iglesia de San Francisco en la colonial ciudad de Santiago de los Caballeros de León, Nicaragua.
Su objetivo inicial fue la organización de la Bienal de Pintura Nicaragüense, cuya primera edición tuvo lugar en 1997. En 2001, el ámbito del evento se amplió la Bienal de Artes Visuales. Paralelamente, otros empresarios privados de la región centroamericana crearon organizaciones similares e instituyeron las bienales de sus países. Esto dio lugar a celebrar un evento regional, la Bienal de Artes Visuales del Istmo Centroamericano, en la que conjuntamente participan artistas de los seis países y la que ha contribuido en gran medida a proyectar el arte centroamericano en el plano internacional. Se han celebrado nueve ediciones de la Bienal local y regional, incluyendo las realizadas en 2014.
- Hotel Esfinge.

Edificio diseñado por el arquitecto nicaragüense José María Ibarra como hotel de alta categoría.
- Colegio de San Ramón

De fachadas simétricas y de influencia renacentista, se ha reconstruido varias veces pues lo han destruido terremotos. Fue el primer edificio que ocupó la universidad y tuvo funciones de Seminario. Desde hace más de cincuenta años alberga, como su nombre indica, al Colegio San Ramón, atendiendo estudiantes de primaria y secundaria.
- Palacio Municipal

Construido en 1935, lo daño en 1979 la represión somocista de la Guardia Nacional contra el alzamiento del FSLN. El edificio lo proyecto el arquitecto Marcelo Targa, precursor del neoclasicismo en la arquitectura leonesa, siguiendo la corriente artística de finales del siglo XX. Se construyó durante la administración de Juan Bautista Sacasa. Es un edificio de gran valor arquitectónico.
- León Viejo

Las ruinas de la antigua ciudad de León que sepultara erupciones del volcán Momotombo, la mayor de ellas en 1610, la fundó Francisco Hernández de Córdoba en 1524. Se sitúa a 30 km de la actual ciudad, es Patrimonio de la Humanidad y en ella está enterrado su fundador, en una cripta, debajo de su estatua junto con otros personajes entre ellos Pedro Arias Dávila, su asesino.
Hay más edificios y lugares relevantes, como las murallas del cementerio de Guadalupe, el Mausoleo de Guadalupe, el puente de Guadalupe, la Casa Cural de Subtiava, la antigua estación del ferrocarril, etc.

### Monumentos naturales
Los parajes que rodean a León son notables por su fuerza y belleza. Entre ellos destacan:
- Los balnearios de Poneloya

Sus playas se abren a las bravas aguas del Pacífico. Sus tumbos y olas salvajes representan un gran riesgo y así mismo una gran aventura para los atrevidos visitantes a este balneario. Importante centro recreativo, Poneloya es un pueblo pesquero de una sola calle paralela al mar; y un centro de quintas o casas de veraneo. La playa es irregular, de arena oscura y deja ver palmeras que completan su aspecto de playa tropical. Cuando el sol empieza a ocultarse (normalmente a las 5:30 p. m.) un maravilloso paisaje se vuelve una experiencia inolvidable para el bañista.
Es una playa que conocen los nicaragüenses por sus fuertes corrientes y olas que rompen con fuerza sobre la arena, perfectas para un día caluroso.
Tiene un estero que se vuelve muy peligroso cuando la marea sube, pero cuando baja no existe problema para el bañista. Al estero se puede ingresar a pie y está ubicado al final de la calle larga, cerca del lugar donde están todos las tabernas y restaurantes.
Durante temporadas como Semana Santa, Navidad y fin de año y la Purísima, Poneloya presenta una cierta vida nocturna muy atractiva entre los jóvenes. Desde ahí se puede llegar a la reserva natural Isla de Juan Venado.
- Hervideros de San Jacinto

Los hervideros de San Jacinto se localizan a 30 km de la ciudad de León. Es un campo de fumarolas y silvantes micro-cráteres que emiten visiblemente agua en estado gaseoso, dióxido de carbono y otros gases provocados por el magma que calienta las aguas que se encuentran bajo la superficie de la tierra. Provocan además la expulsión de lodo hirviente que se deposita a su alrededor. Son el resultado del nivel acuífero goteando sobre una vena de magma cerca del volcán Telica.
Durante su recorrido por los hervideros podrá admirar esta maravilla de la naturaleza y observar de cerca las múltiples fumarolas. Además, no podrá dejar de notar las habilidades artísticas de sus habitantes ya que ellos utilizan el barro volcánico para hacer pequeñas obras de barro. Los paseos organizados siempre se detienen en los Hervideros de San Jacinto. En el lugar hay una cascada termal que forma varias pilas naturales que la población local usa para bañarse y lavar la ropa.
- Volcán Momotombo

Con sus 1300 m s. n. m. es la referencia visual del paisaje leones. A sus pies se sitúa León Viejo. Su nombre quiere decir Gran Cumbre Ardiendo. Hay instalaciones de geotermales de generación eléctrica.
- Volcán Cerro Negro

Uno de los más jóvenes de la tierra, surgido en 1850 y con erupciones recientes, las cuales han atormentado a la población de León por su lluvia de ceniza.

## Educación

### Universidad
Antes de 1980, la ciudad de León gozaba de un enorme asentamiento de empresarios agrícolas quienes poseían viviendas que arrendaban a catedráticos, docentes, y estudiantes. Su universidad se fundó en 1812 siendo la última fundada en América antes de la independencia. León tenía el usufructo de las instalaciones universitarias y de una de las más grandes facultades de medicina y derecho en Centroamérica. En 1947, siendo dictador de Nicaragua Anastasio Somoza García, se elevó a categoría de Universidad Nacional y en 1958 su hijo, el también dictador Luis Somoza Debayle, le otorgó por decreto la autonomía (Universidad Nacional Autónoma de Nicaragua, UNAN). En 1982 un decreto de la Junta de Gobierno de Reconstrucción Nacional la dividió en dos universidades, separando el núcleo de León del de Managua (UNAN-León y UNAN-Managua).

## Festividades

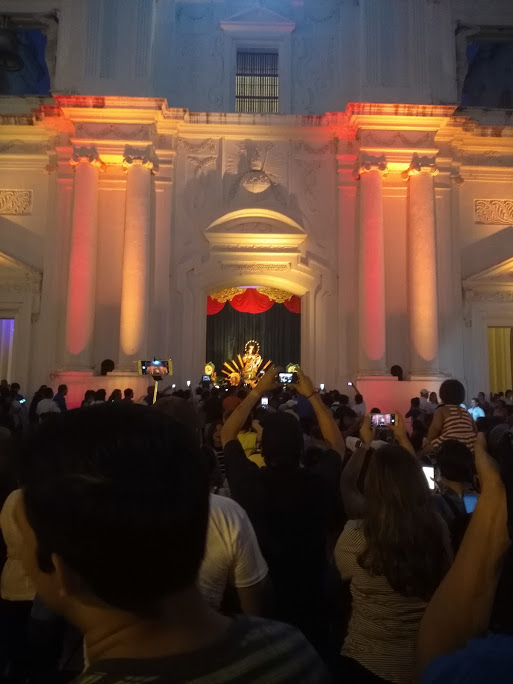
El grito de la gritería en 2017.

Hay varias fiestas que se celebran en León, la mayoría de los días se celebra a algún santo con una procesión, recorriendo algunas calles de la ciudad. 
Las fiestas patronales eran aprovechadas para organizar diversos juegos y diversiones. Normalmente se realizaban corridas de toros que eran muy populares. Los campistas de las haciendas escogían los toros más bravos y los llevaban a la ciudad. Los hombres y los niños les salían al encuentro o “tope” en sus caballos adornados con flores y cintas de colores (esta tradición dejó de seguirse a finales de siglo XIX).
- En Semana Santa (marzo o abril) se realizan procesiones y actos típicos con participación masiva de los habitantes de León. Destacan las Alfombras Pasionarias elaboradas en Sutiaba "a mano alzada" usando aserrín en colores variados.
- En el mes de julio y en agosto se realizan alboradas, misas y procesiones en honor a la Sangre de Cristo.

- 14 de agosto, víspera de la Solemnidad de La Asunción de la Bienaventurada Virgen María se celebra la Gritería de penitencia. Es una celebración religiosa que nació de una plegaria o rogativa por la intercesión de la Virgen María bajo la advocación de Asunción de María para que el volcán Cerro Negro cesará de hacer erupción, pues la ceniza volcánica afectaba el ambiente y caía sobre los techos de las casas y los edificios, incluyendo la azotea de la Catedral que soportó el peso de la ceniza acumulada. En agradecimiento y recordación de la milagrosa intercesión de la Virgen, en su honor se celebra la llamada Gritería chiquita en la víspera de la fiesta de la Asunción de María.

- 24 de septiembre se celebra la fiesta de Virgen de la Merced o Nuestra Señora de las Mercedes, declarada el 17 de julio de 1912 como Santa Custodia y Patrona de la ciudad.

- 7 de diciembre se celebra La gritería en honor a la Inmaculada Concepción de María. Al principio se instauró como penitencia después de la Guerra Nacional de Nicaragua (1856-1857) pero con el tiempo fue popularizándose. La fiesta empieza a las seis de la tarde en el atrio de Catedral y dura hasta la medianoche con la quema de pólvora y todas las campanas de la ciudad, así como las sirenas, suenan al unísono.

La Gigantona y El Enano cabezón son representaciones de personajes del tiempo la Colonia Española que salen a alegrar las fiestas populares. Se trata de una muñeco de tres metros de alto que representa a una dama española con sus traje y joyas; el enano cabezón acompaña siempre a esta señora y le va recitando coplas que hacen crítica y sátira de los acontecimientos sociales de la ciudad y del país. La temporada de Gigantonas es entre los meses de octubre y diciembre.

## Personajes célebres
- Arrechavala
- Mariano Dubón
- José de la Cruz Mena
- Salomón de la Selva
- Alfonso Cortés
- Azarías H. Pallais
- Rigoberto López Pérez
- José Venancio Berríos Obregón
- Chepito Areas
- Rubén Darío

## Ciudades hermanadas
Tienen 7 ciudades hermanadas con:
| - Alicante (España) - Hamburgo (Alemania) - León de Los Aldama (México) - Kronstadt (Rusia) | - Oxford (Reino Unido) - Utrecht (Países Bajos) - Zaragoza (España) |